# Pioneros de la aviación

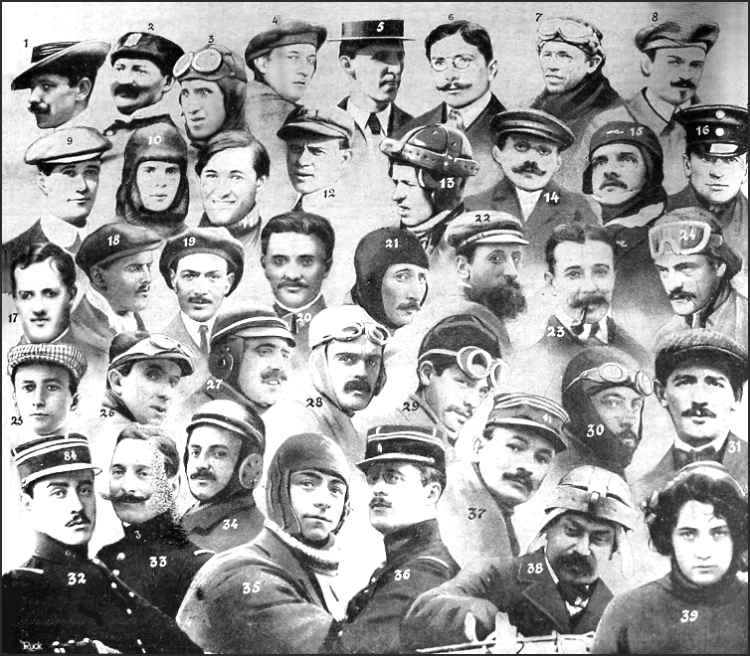
39 aviadores que murieron entre 1908 y 1912

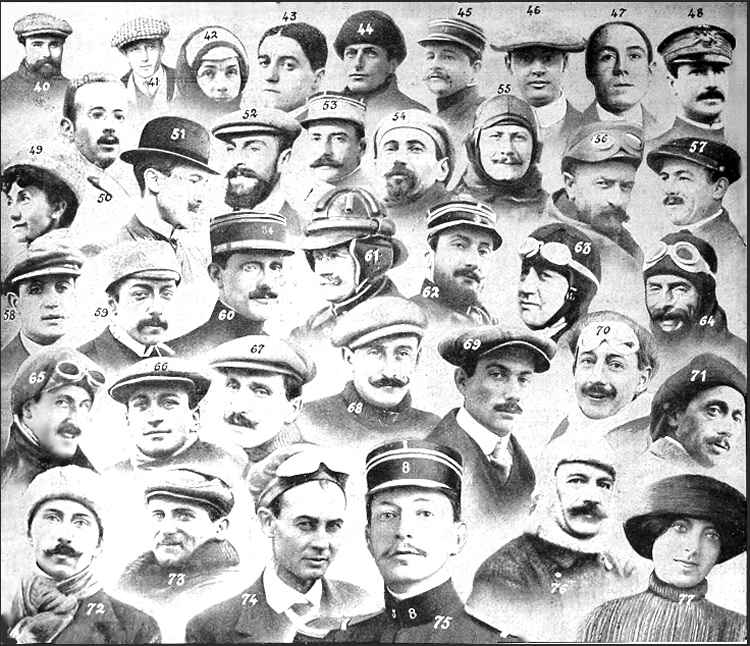
38 aviadores que murieron entre 1908 y 1912

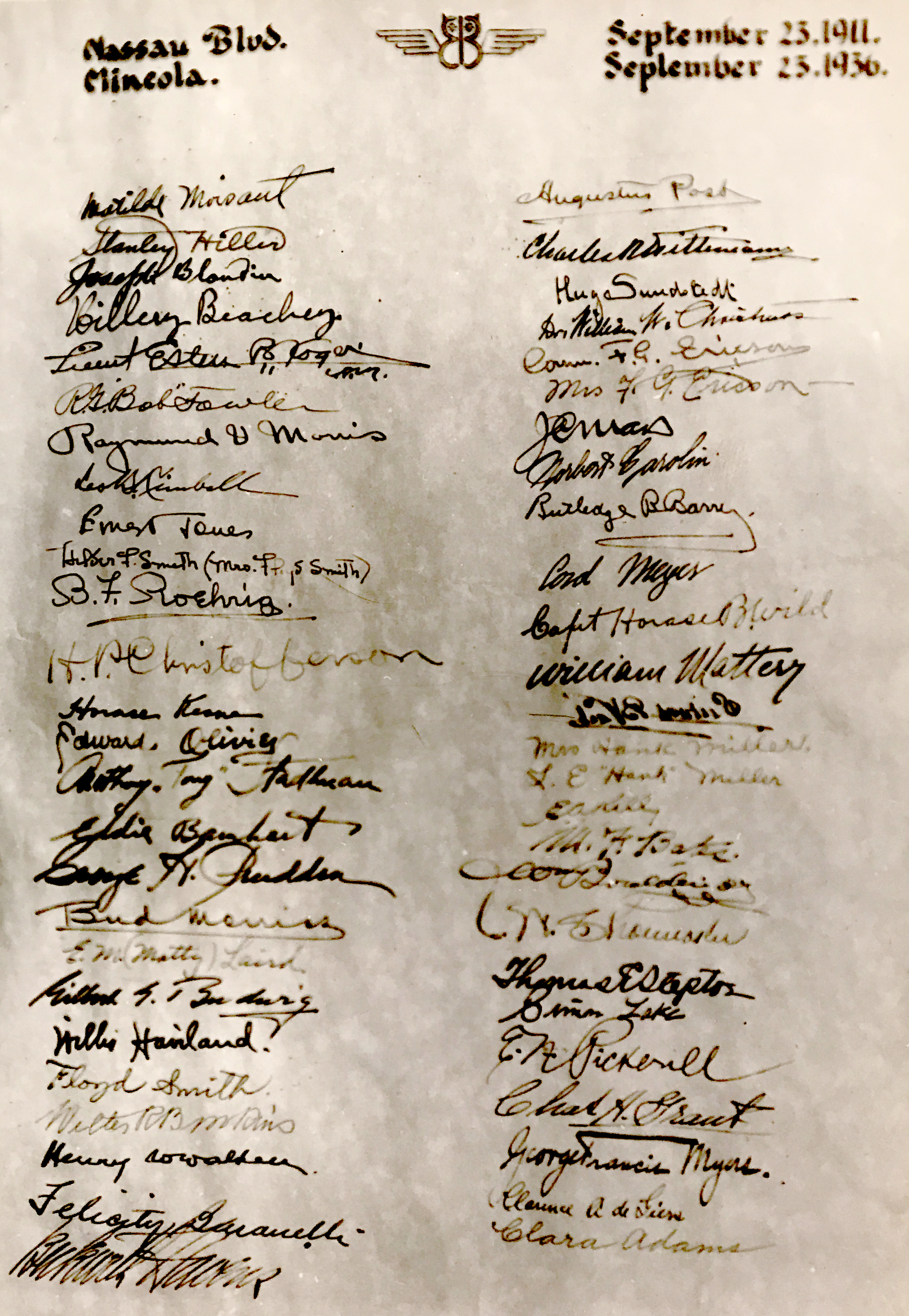
1936 firmas de Early Birds en reconocimiento de la contribución de Earl Ovington al primer servicio de correo aéreo regular y presentado formalmente a su esposa después de su muerte.

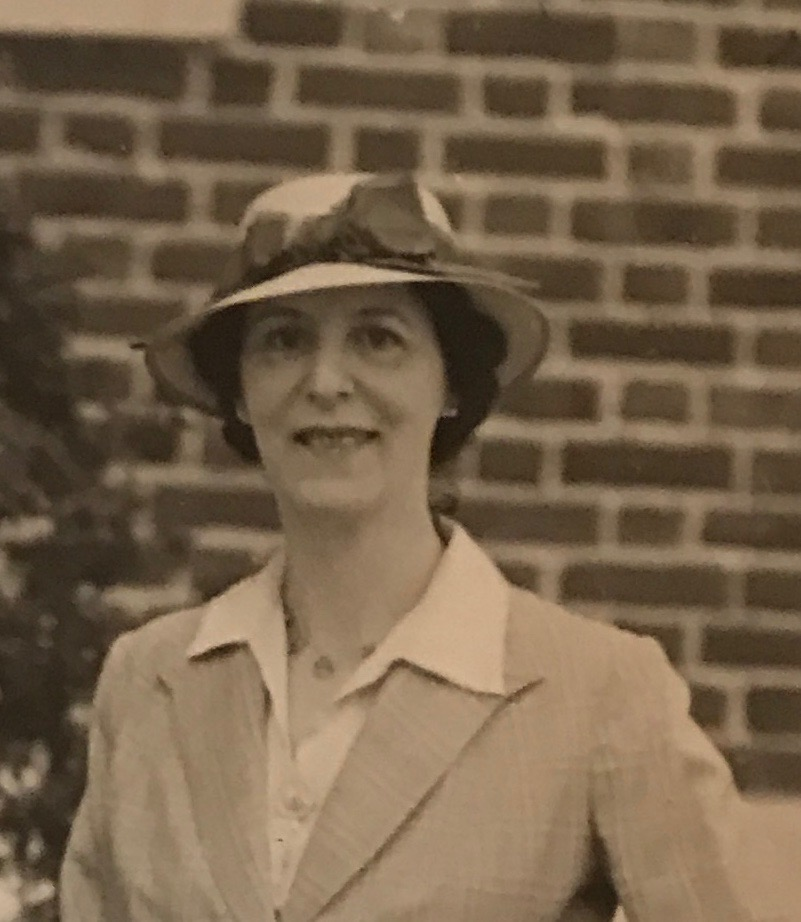
Foto de la primera aviadora, Clara Adams, tomada alrededor de 1938 por su amigo, el escultor Frederic Allen Williams, en Nueva York.

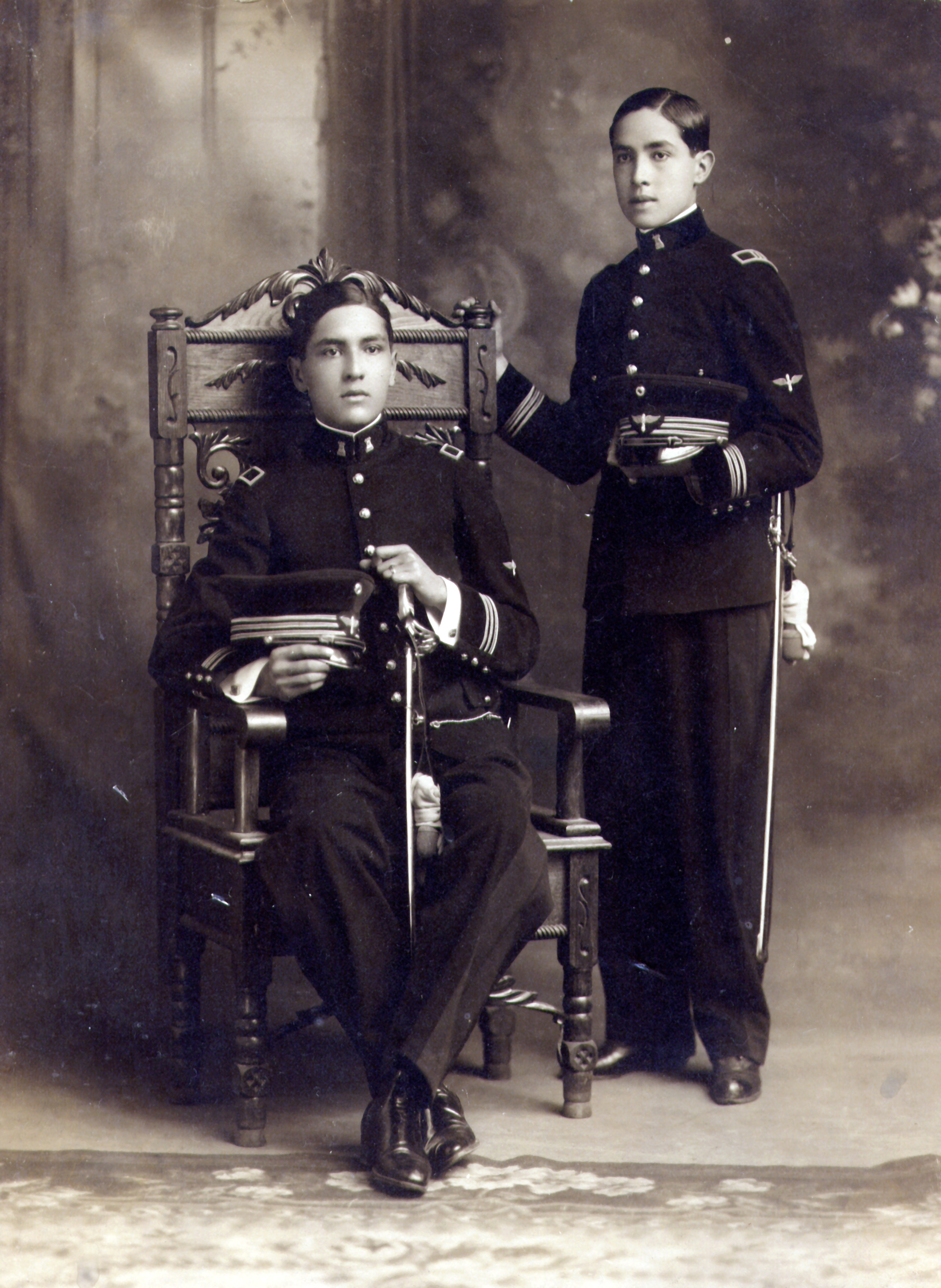
Eduardo Aldasoro Suárez y Juan Pablo Aldasoro

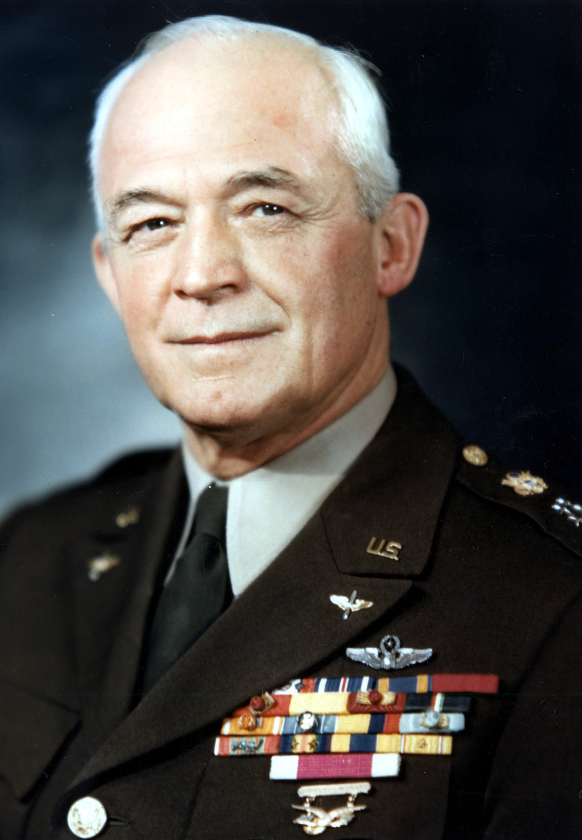
Henry Harley Arnold

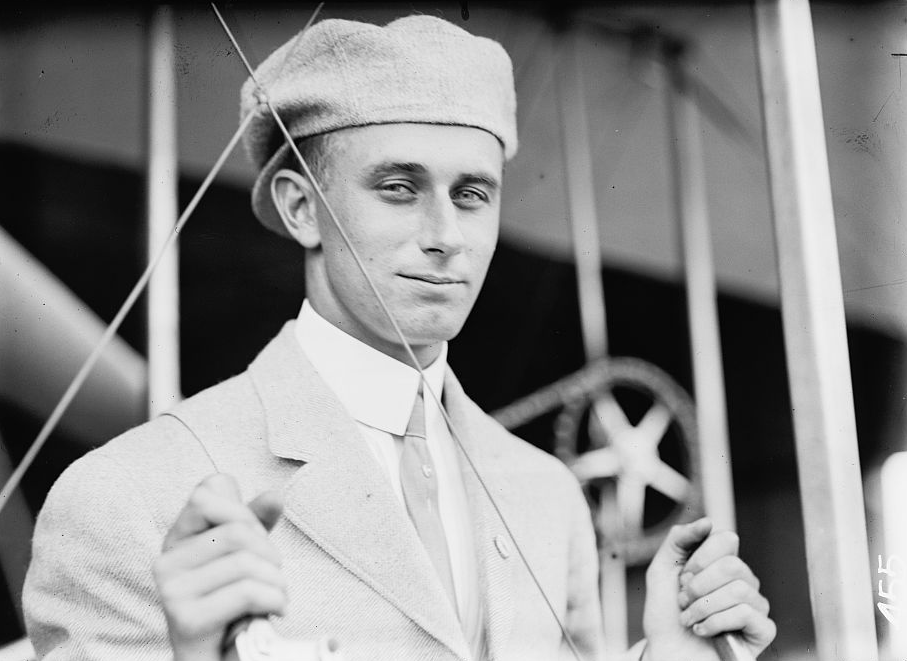
Harry Nelson Atwood en 1913

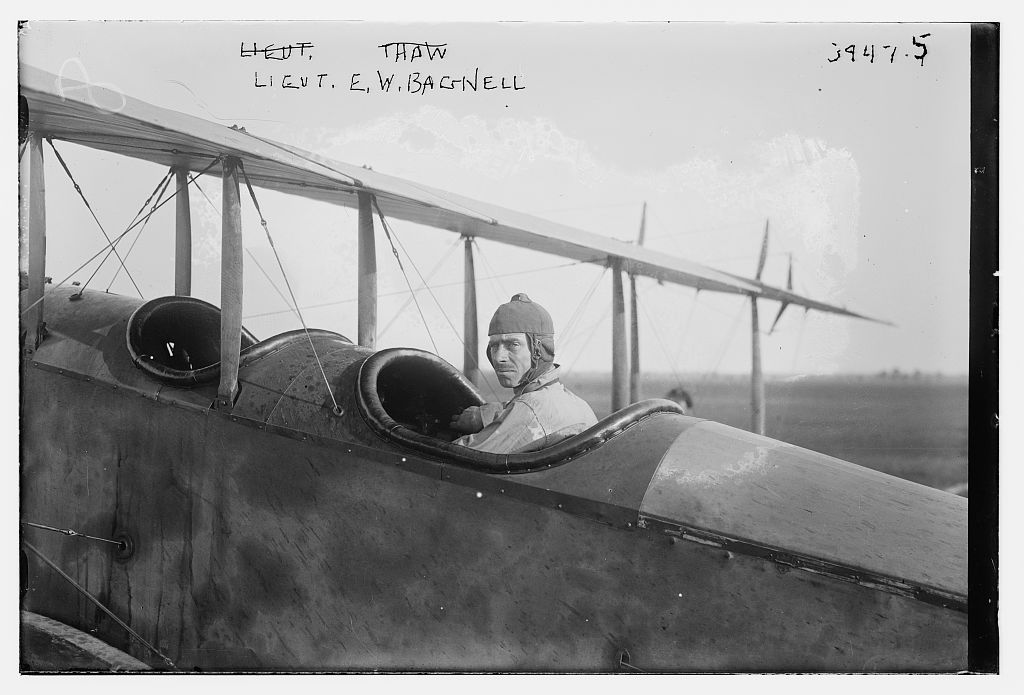
Edgar Wirt Bagnell en 1916

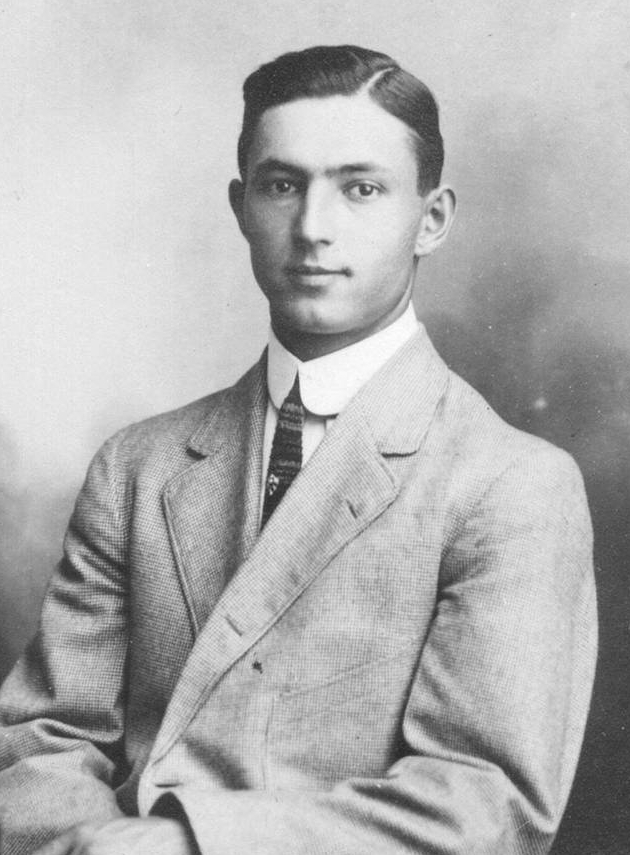
Walter Richard Brookins en 1910

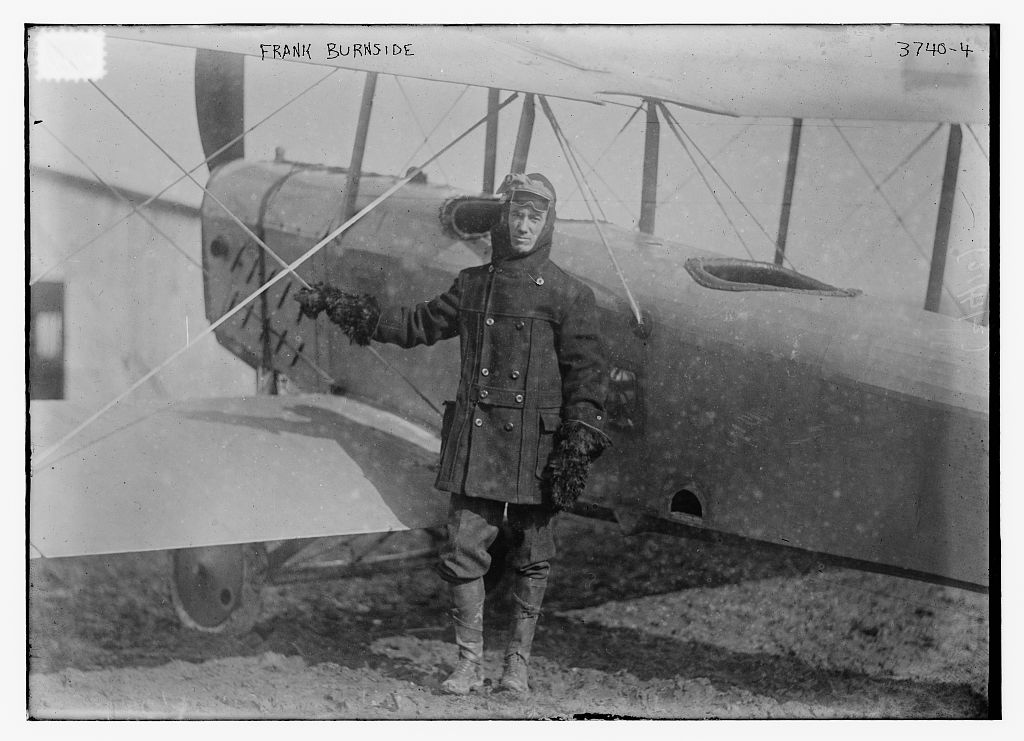
Frank Herbert Burnside en 1916

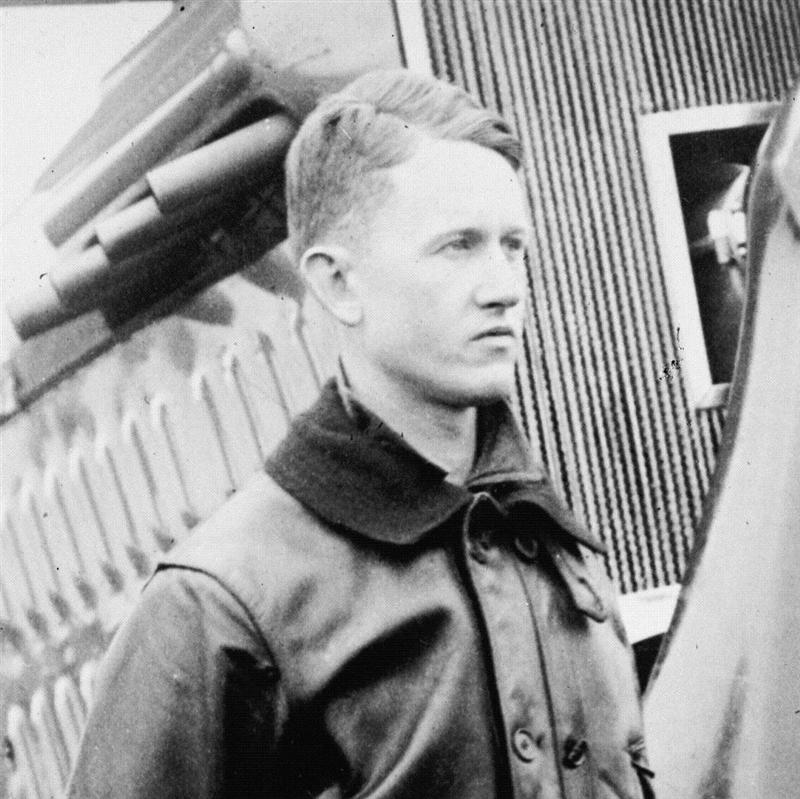
Carleton George Chapman en 1915

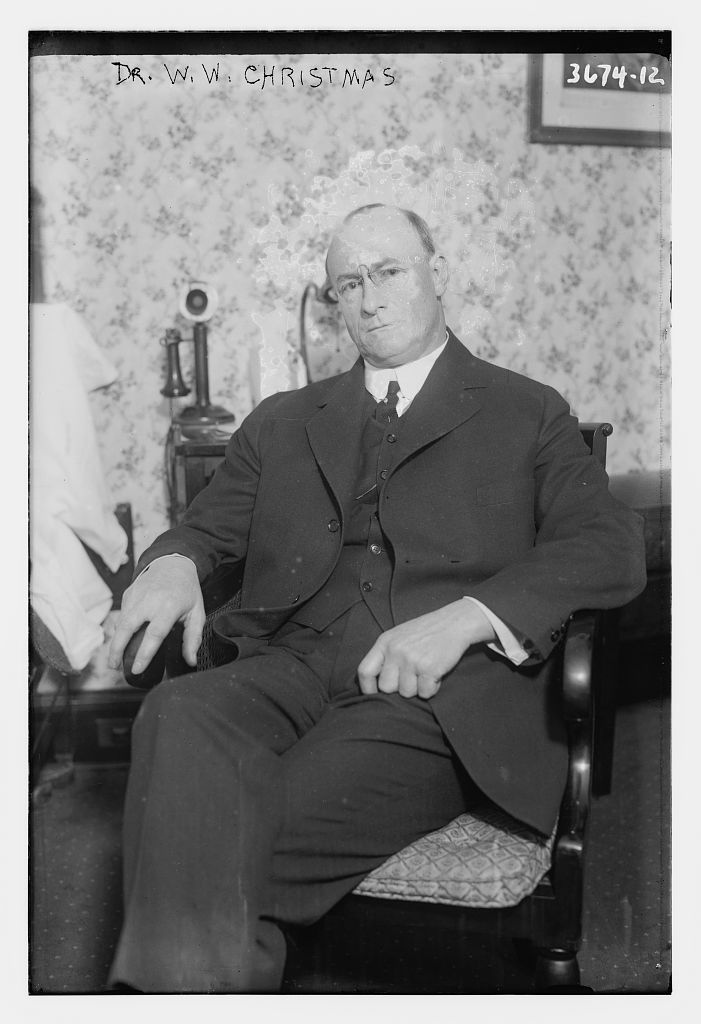
William Whitney Navidad en 1915

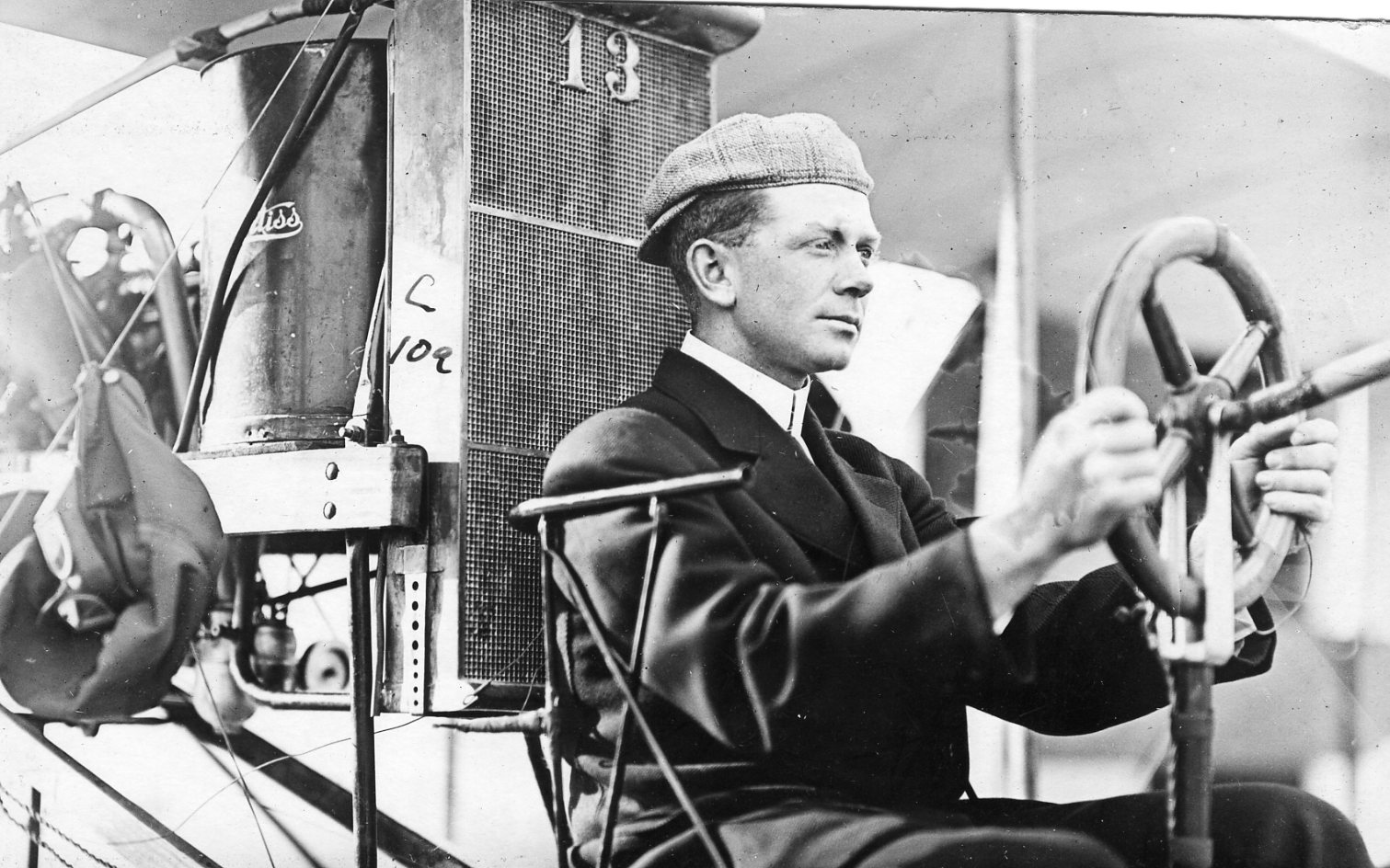
Theodore Gordon Ellyson alrededor entre 1910–1915

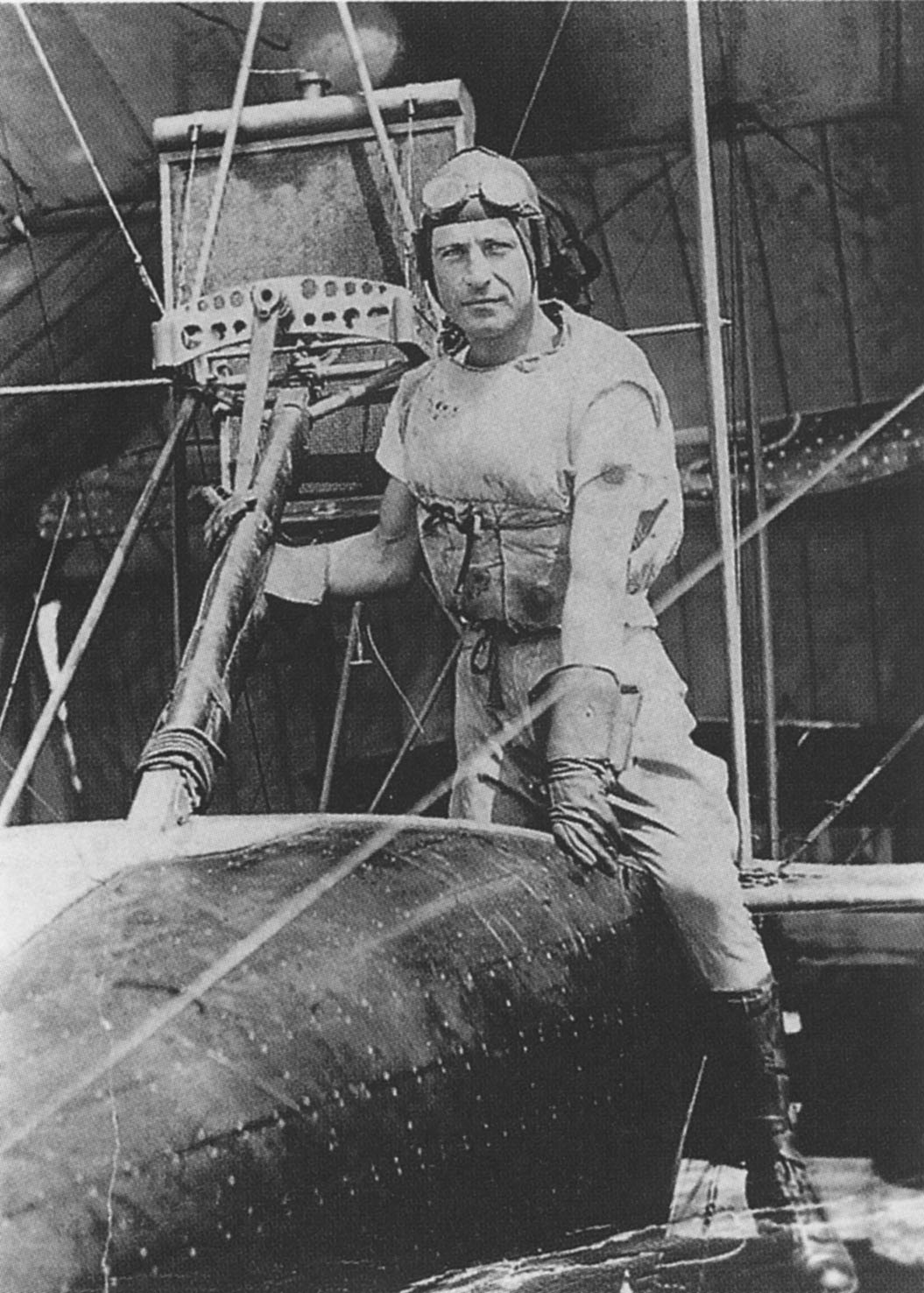
Francis Thomas Evans Sr., alrededor entre 1910–1915

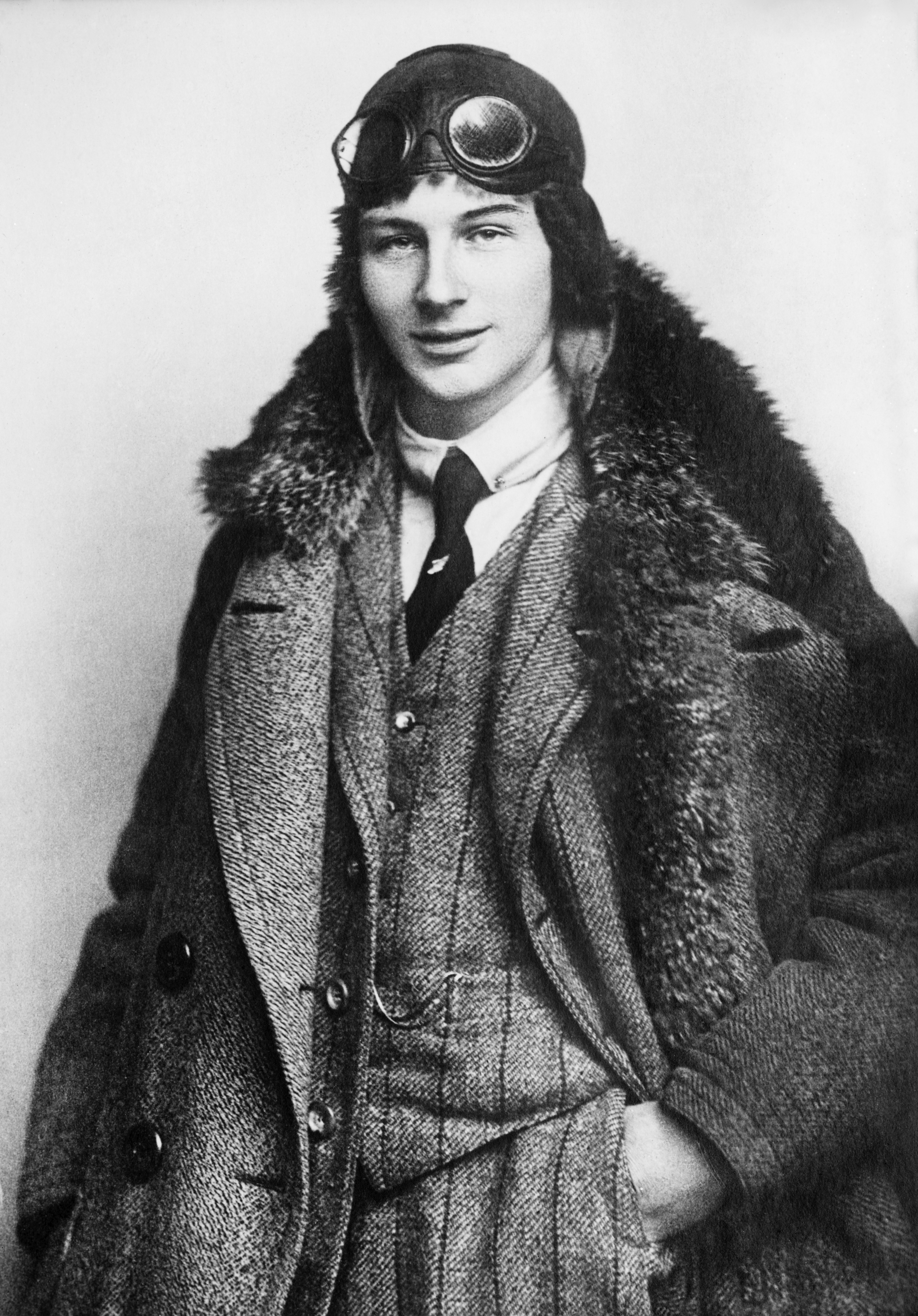
Anthony Fokker en 1912

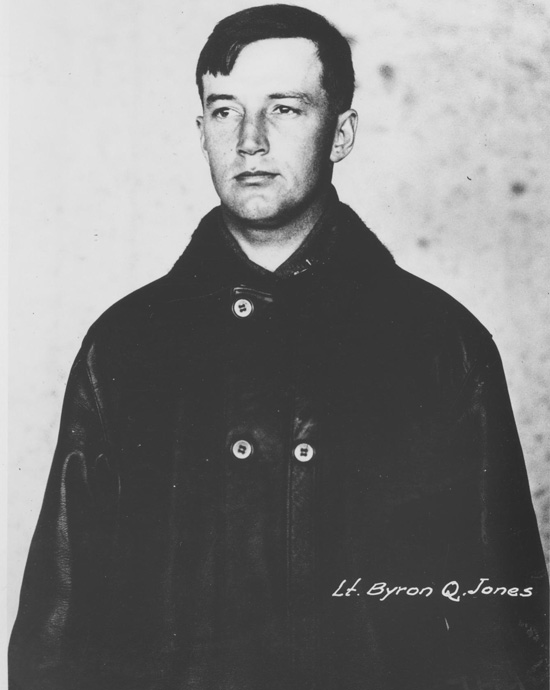
Byron Quinby Jones alrededor de 1910–1915

Los pioneros de la aviación (en inglés, Early Birds of Aviation) es una organización dedicada a preservar la historia de los primeros pilotos. Tiene sus inicios en 1928, y hasta la actualidad ha englobado a 598 pilotos pioneros de la aviación.
Antes del 17 de diciembre de 1916 afiliación de aviadores se limitaba a aquellos que pilotaban planeadores, aerostatos o aviones, cubriendo la totalidad de la era pionera de la aviación. La fecha límite se fijó el 17 de diciembre para que correspondiera a los primeros vuelos de Wilbur y Orville Wright. 1916 fue elegido como techo debido a que en 1917 una gran cantidad de personas fueron entrenadas para servir como pilotos en la Primera Guerra Mundial. Doce de sus miembros eran mujeres. 
La organización original fue disuelta cuando su último miembro vivo, George D. Grundy Jr., falleció el 19 de mayo de 1998, a los 99 años. Tiempo después, resurgió con el fin de recopilar y publicar las biografías de aquellos aviadores que habían cumplido con la fecha límite de 1916 pero nunca solicitaron ser miembros del club. A algunos se les ha concedido la distinción de miembros honorarios. 

## Miembros
Los siguientes pilotos fueron miembros de la organización:
- Nicholas Rippon Abberly (1891-1983). Nació el 25 de marzo de 1891. Construyó y voló un avión de configuración propulsora en Mineola, Nueva York, en Long Island, en septiembre de 1910. Falleció en abril de 1983.[4]
- Teniente Steadham Acker (Talladega, Alabama; 31 de marzo de 1896- Jefferson, Alabama; 22 de octubre de1952). Se convirtió en teniente del Servicio Aéreo Naval desde 1918 hasta 1919. Fue gerente general del Aeropuerto Municipal de Birmingham y fundó el Birmingham Aero Club el 31 de enero de 1932. Acker y Rountree fundaron y administraron el National Air Carnival, un espectáculo aéreo anual con sede en Birmingham. En 1946 se convirtió en el director de la Clínica Nacional de Aviación en la ciudad de Oklahoma y dirigió la exhibición aérea de Omaha. Murió a los 56 años.
- Raynold Acre Edward (1889-1966)
- Baxter Harrison Adams (1885-1951)
- Clara Adams (1884-1971) Estableció varios récords como mujer aviadora, habiendo volado por primera vez  en 1914. También voló en el viaje inaugural del Graf Zeppelin y los barcos aéreos de Hindenburg . Era una Early Bird y miembro de la Asociación Internacional de Mujeres de Aeronáutica.[5]
- Walter Joseph Addems (1899-1997) fue el penúltimo miembro de Early Birds of Aviation en morir.[1][6]
- William Herbert Aitken (1887-1964)
- Eduardo Aldasoro Suárez (1894-1968)
- Juan Pablo Aldasoro (1893-1962)
- Archibald Livingston Allan (Bayonne, Nueva Jersey;  20 de diciembre de 1886-1954).
- Walter E. Allen
- Malcolm Graeme Allison (1894-1984)[7]
- Lawrence Malcolm Allison (1894-1974)
- Francis Inman Amory (1895-1974)
- Alex Francis Arcier (1890-1969)
- Charles Anthony Arens (Chicago, Illinois; 17 de diciembre de 1895-1967). Fue  secretario de la asociación.
- Robert James Armor (1887-1972)
- Edward Robert Armstrong (1876-1955)
- Robert T. Armstrong (?-1936)
- George B. Arnold (1893-1956)
- General Henry Harley Arnold (1886-1950)
- Arthur Aston Cruger (1897-1988)
- William Vincent Astor (1891-1959). Su padre fue John Jacob Astor IV, quien murió en el desastre del Titanic.
- Bert Milton Atkinson (1887-1937)
- Harry Nelson Atwood (1883-1967)
- Stuart Francis Auer (1898-1958)
- Reinhardt Norbert Ausmus (1896-1970). También conocido como Reiny Ausmus.
- William L. Avery (?-1942)

- Vearne Clifton Babcock (1887; 1972)
- Lieutenant William Bartlett Bacon (Brookline, Massachusetts; 27 de mayo de 1897 - ?).
- Edgar Wirt Bagnell (1890-Berkeley, California; 27 de agosto de 1958). Aprendió a volar en Newport News, Virginia en 1915.
- Frederick Walker Baldwin (1882; 1948)
- William Ivy Baldwin (1866-1953)
- Horace Clyde Balsley (1893-1942)
- Neil Bangs
- Captain Horatio Claude Barber (1875-1964)
- Floyd Edward Barlow (1889-1977)
- Ralph Stanton Barnaby (1893 -1986)
- George E. Barnhart (1896-1962)
- Richard Bernard Barnitz (1891-1960)
- Rutledge Bermingham Barry (1896-1967)
- Carl Sterling Bates (1884-1956)
- Lieutenant Edmond Elkins Bates (1896-1982)
- Mortimer Fleming Bates (1883-1961)
- Carl Truman Batts (1892-1969)
- Hillery Beachey (1885-1964)
- George William Beatty (1887-1955)
- Harvey Arthur Beilgard (1888 -1943)
- Frank J. Bell (1885 -1957)
- Giuseppe Mario Bellanca (1886-1960)
- Edward Antoine Bellande (1897-1976)
- Patrick Nieson Lynch Bellinger (1885-1962)
- Joseph S. Bennett (?-1955)
- Lester Frank Bishop (1889-1967)
- Filip Augustin Björklund (6 de diciembre de 1886-Gotemburgo, Suecia; 10 de julio de 1967).
- Louis Charles Joseph Blériot (1872-1936)
- Joseph Anthony Blondin (?-1952)
- Pierre de Lagarde Boal (1895-1966)
- Edward R. Boland (5 de junio de 1892-1967)
- Joseph John Boland (1879-1964)
- Alfred Bolognesi (1886-1972)
- Allan Francis Bonnalie (Colorado; 29 de septiembre de 1893-San Diego, California; 29 de enero de1983). Es parte del Hall de la Fama de la Aviación de Colorado.
- Carl Richard Borkland (1895-1951)
- William Bouldin III (1885-1953)
- Overton Martin Bounds (1895-1942)
- George Norris Boyd (1889-1981)
- Philip Boyer (?-1950)
- Jesse Cyril Brabazon (1885-1970)
- John Moore-Brabazon, 1.er Baron Brabazon de Tara (1884-1964)
- Eric Thompson Bradley (1894-?)
- Caleb Smith Bragg (Cincinnati, Ohio; 23 de noviembre de 1885-Manhattan, New York City; 24 de octubre de 1943)[8]
- Fred H. Brauninger (1887-1950)
- Homer Ludwig Bredouw (1896-1950)
- Louis Charles Breguet (1880-1955)
- Lewis Hyde Brereton (1890-1967)
- George Howard Brett (1886-1963)
- Bruno Brevonesi (?-?)
- Georgia Ann Thompson Broadwick (1893-1978)
- Walter Lawrence Brock (1885-1964)
- William S. Brock (1895-1932)[9]
- Walter Richard Brookins (1889-1953)[10]
- John B. Brooks (1891-1975)
- Gerald Evan Brower (1893-1941)
- Harold Haskell Brown (1872-1950)
- Harry Bingham Brown (1883-1954)[11]
- Lawrence W. Brown (?-1945)
- Ralph Myron Brown (1893-1977)
- W. Norman Brown (Toronto, Ontario, Canadá; ?-1976)
- Harry Augustine Bruno (1893-1978)
- John C. Bryan (?-1932)
- Mahlon P. Bryan (?-1932)
- Alys McKey Bryant (1880-1954)
- Frank M. Bryant (?-1957)
- Gilbert George Budwig (1895-1978)
- Walter R. Bullock (1899-1986)
- Vernon Lee Burge (1888-1971)
- Vincent Justus Burnelli (1895-1964)
- Arthur C. Burns (1892-1970)
- Frank Herbert Burnside (1888-1935)
- Paul Verdier Burwell (1891-1955)

- Coronel Theodore Charles Macaulay (Minesota; 30 de septiembre de 1887-San Diego, California; 19 de abril de 1965) Fue enterrado en el cementerio nacional de Fort Rosecrans.
- Leslie C. MacDill (1889-1938) Murió en un accidente aéreo.
- Charles Stuart MacDonald (1884-1953)
- Robert Francis MacFie (1881-1943)
- Emory Conrad Malick (1881-1958)
- Kenneth Marr (?-1963)
- James Cairn Mars-Fue el undécimo piloto con licencia en los Estados Unidos.
- Richard C. Marshall- Fue un piloto de correo aéreo.
- Glenn Martin Luther (1886-1955)
- Coronel Harold S. Martin (1892-1961)
- James Vernon Martin (1885-1956)
- Didier Masson (Francia; 1886-1950)
- William A. Mattery (?-1960) de Hornell, Nueva York .
- Hiram Percy Maxim (1869-1936)
- James C. McBride
- James B. McCalley Jr.
- John W. McClaskey (?-1953)
- El gobernador John Alexander Douglas McCurdy (1886-1961)
- Edward Orrick McDonnell (1891-1960)
- El teniente William Maitland McIlvain (1885-1963)
- George F. McLaughlin (?-1962)
- Teniente Emil Meinecke (1892-1975)
- George Meissner (1894-1947)
- Russell L. Meredith (?-1965)
- Glenn Edmund Messer (Henry County, Iowa; 12 de julio de 1895-Birmingham, Alabama; 13 de junio de 1995)
- Cord Meyer, posiblemente el padre de Cord Meyer
- Charles W. Meyers (1896-1972)
- Bernetta Miller (1884-1972). Fue la quinta mujer piloto con licencia en los Estados Unidos.
- Lestere Miller (1894-1963)
- Lloyd E. Miller (1890-1968). También fue  conocido como Hank Miller.
- William C. Miller
- Thomas DeWitt Milling (1887-1960)
- Frank Mills (aviador) (?-1940)
- Robert J. Minshall (?-Seattle, Washington; 1954)
- Arthur H. Mix (19 de marzo de 1885-1971)
- Matilde Moisant (1878-1964) Fue la segunda mujer en los Estados Unidos en obtener una licencia de piloto.[12][13]
- Robert S. Moore (1867-1944)
- Stuart A. Morgan (1893-1975)
- Raymond Vicente Morris (Milford, Connecticut; 31 de agosto de 1890-6 de julio de 1943)
- Percy George Brockhurst Morris (1885-1944)
- Herbert Arthur Munter Sr. (Seattle, Washington; 3 de junio de 1894-Concord, California; 24 de mayo de 1970)
- George Dominic Murray (1889-1956)
- Edwin Charles Musick (1894-1938)
- George Francis Meyers (1865-1961)
- Agustín Parlá Orduña (1887-1946)
- Domingo Rosillo del Toro (1878-1959)